# 岡田恵
岡田 恵（おかだ めぐみ、1月20日 - ）は、日本の女性声優。愛知県出身。ケンユウオフィス所属。

## 略歴
子供の頃に『フルハウス』を見て「なんて上手な日本語を話す外国人がいるんだ」と思った所から始まったことで、声優への道が繋がったという。
勝田声優学院、俳協ボイスアクターズスタジオ、talk back卒業。

## 人物
方言は名古屋弁。
特技は歌、料理、バスケットボール。趣味はゲーム、ドライブ、温泉、サウナ巡り。
弟がいる。

## 出演
太字はメインキャラクター。

### テレビアニメ
2012年
- さくら荘のペットな彼女（ナルセミートのおばさん）

2013年
- 神さまのいない日曜日（ケラ・ヴェナ）
- 幻影ヲ駆ケル太陽（心崎ゆきの、店員、白金ぎんかの大叔母）
- ゴールデンタイム（テッシー）
- サムライフラメンコ（社長）
- 夜桜四重奏 〜ハナノウタ〜（八百屋のおばさん）

2014年
- 四月は君の嘘（保護者）
- LOVE STAGE!!（女子生徒1）

2015年
- アルスラーン戦記（女官）
- 食戟のソーマ（おばさん）
- それいけ!アンパンマン（2015年 - 2016年、母親、はくさいくん〈5代目〉、コンペイトウマン）

2016年
- 霊剣山 星屑たちの宴（黄ばあちゃん）

2017年
- スナックワールド（ブタ子、キノコ、ミミズ、侍女、赤ずきん48）

2018年
- 伊藤潤二『コレクション』（母、夕子の母、梨奈の母、隣人、義母 他）
- イナズマイレブン アレスの天秤（2018年 - 2019年、のりかの母、ウー・ロンチ / 幼いウー・ロンチ） - 2シリーズ

2019年
- からくりサーカス（仲町フサエ、レディー・スパイダー）

2023年
- ポケットモンスター（寮母）
- MFゴースト（2023年 - 2024年、西園寺真由子〈恋の母〉） - 2シリーズ
- 『ヒプノシスマイク-Division Rap Battle-』Rhyme Anima +（雉谷の祖母）

2024年
- シンカリオン チェンジ ザ ワールド（園長）
- オーイ!とんぼ（2024年 - 2025年、星）

2025年
- 妃教育から逃げたい私（イザベラ）
- ヴィジランテ-僕のヒーローアカデミア ILLEGALS-（灰廻掌子）

### 劇場アニメ
- アキの奏で（2015年、宮川佳枝）
- BURN THE WITCH（2020年、おばちゃん）

### ゲーム
2010年代
- タイムトラベラーズ（2012年、深瀬有理を庇った男性の妻）
- さくら荘のペットな彼女（2013年、おばさん）
- スナックワールド トレジャラーズ（2017年、ブタ子）
- 妖怪ウォッチ ぷにぷに（2018年、ブタ子）
- ドラゴンクエストXI 過ぎ去りし時を求めて S（2019年）

2020年代
- 妖怪三国志 国盗りウォーズ（2020年、ブタ子）
- レゴ スター・ウォーズ：スカイウォーカー・サーガ（2022年）
- ホグワーツ・レガシー（2023年、サティヤヴァティー・シャー）
- ポケモンマスターズEX（2023年 - 2024年、ケイト）

### 吹き替え

#### 映画
- あなたの初恋探します（客、喫茶店の女主人、航空会社の社員、その他）
- アベンジャーズ/エイジ・オブ・ウルトロン（女性警官1）
- アベンジャーズ/エンドゲーム（女性シールド[7]）
- いつかはマイ・ベイビー（英語版）（ヴェロニカ〈ミシェル・ブトー（英語版）〉）
- インジャスティス 〜法と正義の間で〜（ジェマ）
- インターステラー（看護士）
- オブリビオン（カラ〈ゾーイ・ベル〉）
- 帰ってきたMr.ダマー バカMAX!（アデル〈ローリー・ホールデン〉）
- キラー・エリート（サンディー〈サンディー・グリーンウッド〉）
- キラーズ・オブ・ザ・フラワームーン（モーリー・バークハート〈リリー・グラッドストーン〉）
- 警察署長 ジェッシイ・ストーン 4番目の真実（シドニイ〈レスリー・ホープ〉）
- GODZILLA ゴジラ（フォードの教師[8]）
- search/サーチ（ローズマリー・ヴィック〈デブラ・メッシング〉[9]）
- ジョーカー（女医[10]）
- 白雪姫と鏡の女王（ベイカー・マーガレット〈メア・ウィニンガム〉）
- STUBER/ストゥーバー
- センター・オブ・ジ・アース2 神秘の島
- ダークスカイズ（ローズ）
- ダークナイト ※テレビ朝日版
- ターミネーター:新起動/ジェニシス（女性キャスター）
- TAXi ダイヤモンド・ミッション（サンドリーヌ[11]）
- DOPE/ドープ!!（リサ〈キンバリー・エリス〉）
- トランスフォーマー/ロストエイジ（客の女性）
- ハーバー・クライシス 都市壊滅（ダーフーの妻シャオチン）
- バットマン vs スーパーマン ジャスティスの誕生（カヒナ）
- パディントン（受付）
- ハンガー・ゲーム FINAL: レボリューション（オーレリアス）
- PAN 〜ネバーランド、夢のはじまり〜（ジョーゼフ[12]）
- ピクセル（ジェニファー）
- プーと大人になった僕（キャサリン〈ロンケ・エデクルージョ〉[13]）
- 復讐捜査線（テレビキャスター、その他）
- マーズ・オデッセイ（ミランダ〈ジェニファー・ドロージ〉）
- マッドマックス 怒りのデス・ロード（マディ〈クリスチーナ・コーク〉）
- マップ・トゥ・ザ・スターズ（クリスティーナ・ワイス〈オリヴィア・ウィリアムズ〉）
- ミッション:インポッシブル/ゴースト・プロトコル
- メカニック（フィンチの妻〈ララ・グライス〉、とおりの女、受付女、その他）
- ものすごくうるさくて、ありえないほど近い（警備員〈エヴァ・カミンスキー〉）
- レディ・ガイ（ジョニー〈ケイトリン・ジェラード〉）
- Work It 〜輝けわたし!〜（ヴェロニカ・ラミレス〈ミシェル・ブトー〉）
- ワンダーウーマン（ムネモシュネ[14]）

#### ドラマ
- エレメンタリー ホームズ&ワトソン in NY
- オビ＝ワン・ケノービ（ブレア・オーガナ〈シモーヌ・ケッセル〉）
- キリング/26日間（ミッチ・ラーセン〈ミシェル・フォーブス〉[15]）
- クローザー シーズン5（住民女性、女性無線）
- WITHOUT A TRACE/FBI 失踪者を追え! シーズン6（キャロル、ナース、その他）
- 殺人を無罪にする方法（セレスティン・ハークネス〈グウェンドリン・ムランバ〉、他）
- 産婦人科医アダムの赤裸々日記（トレーシー〈ミシェル・オースティン〉[16]）
- シェキラ! シーズン1（リッキー）
- シカゴ・ファイア（ガブリエラ・ドーソン〈モニカ・レイマンド〉）
- TABOO（ローナ・バウ）
- ティーン・スパイ K.C.（キラ・クーパー〈タミー・タウンゼント〉）
- HUNTED ハンテッド（ゾーイ・モーガン〈モーヴェン・クリスティ〉[17]）
- ライ・トゥ・ミー 嘘の瞬間 シーズン3（女性客、院内アナウンス、その他）

#### アニメ
- 時光代理人 -LINK CLICK-（2022年、エマの母）

### 舞台
- ひだまりの樹 第9回公演
- ひだまりの樹 第10回公演

### その他コンテンツ
- モーガン・フリーマン 時空を超えて（声の出演）

### シリーズ一覧
1. ↑  『アレスの天秤』（2018年）、続編『オリオンの刻印』（2018年 - 2019年）
2. ↑  1st Season（2023年）、2nd Season（2024年）

### 初出話一覧
1. 1 2 3  第1話初出
2. ↑  第13話初出
3. ↑  第3話初出
4. ↑  第23話初出
5. ↑  第26話初出
6. ↑  第17話初出
7. ↑  第8話初出